# Infinite Storm
Infinite Storm è un film del 2022 diretto da Małgorzata Szumowska e Michał Englert.
Interpretato da Naomi Watts, il film è l'adattamento cinematografico dell'articolo High Places: Footprints in the Snow Lead to an Emotional Rescue di Ty Gagne, apparso sul New Hampshire Union Leader nel 2020, e racconta della storia vera di Pam Bales.

## Trama
Pam Bales, una scalatrice esperta, s'inerpica sul Monte Washington da sola, ma è costretta a tornare indietro a causa di una bufera imminente. Durante la discesa, scopre un altro escursionista, disteso privo di coscienza nella neve, e lo aiuta. Lo sconosciuto però si dimostra poco collaborativo, non rivelandole neanche il suo nome: si è infatti spinto fin là per porre fine alla sua vita. Pam però non demorde e, soprannominatolo John, comincia con lui la discesa. Ma la notte si avvicina e le condizioni atmosferiche non fanno che peggiorare. Dietro lo spasmodico tentativo di salvare lo sconosciuto si cela un dramma personale: Pam infatti ha perso entrambe le figlie a causa di una fuga di gas. È proprio questo dolore unito al senso di colpa di non essere riuscita a salvarle a darle la forza di andare avanti. 
Arrivati finalmente all’auto, John senza alcuno scrupolo abbandona Pam recuperando la sua auto  e fuggendo. 
Pam dolorante e delusa torna a casa disperandosi per l’accaduto e per i suoi tragici eventi passati che tornano vividi nella mente.
Dopo qualche giorno però ha finalmente notizie di John che incontra. Le racconta della sua personale tragedia e Pam gli confida la sua, rivelandogli che anche nella più profonda e infinita tormenta si cela sempre la bellezza per cui vale la pena vivere.

## Produzione

### Cast
Ad inizio 2021, è stato annunciata l'entrata nel cast di Naomi Watts, Sophie Okonedo e Billy Howle, e che il film sarebbe stato distribuito, negli Stati Uniti, dalla Maven Screen Media, mentre dalla Sony Pictures Entertainment a livello internazionale.

### Riprese
Le riprese del film sono iniziate il 1º febbraio 2021 e concluse il 1º maggio dello stesso anno, dopo esattamente 3 mesi. Il luogo dove si sono svolte la maggior parte delle riprese è Kamnik, in Slovenia, assieme ai dintorni montani di Lubiana.

## Distribuzione
Il film è stato distribuito nelle sale cinematografiche statunitensi il 25 marzo 2022 da Bleecker Street. In Italia è stato trasmesso su Sky Cinema Uno il 3 marzo 2023.

## Accoglienza

### Incassi
Negli Stati Uniti e in Canada, il film è stato distribuito insieme a The Lost City e ha probabilmente incassato meno di 1,5 milioni di dollari, con $ 758.919 nel suo primo weekend di apertura.

### Critica
Sul sito web Rotten Tomatoes, il film riceve il 55% delle recensioni professionali positive, con un punteggio medio di 6/10, basato su 58 recensioni; il consenso della critica del sito recita anche: "La drammatizzazione di una storia vera sembra incredibilmente frustrante e incompleta, ma è stata salvata dall'eccezionale performance di Naomi Watts".
Su Metacritic il film ottiene un punteggio medio ponderato di 56 su 100, basato su 18 critiche, indicando "recensioni contrastanti o nella media".
Il critico cinematografico Roger Ebert ha detto a proposito del film: "Il film di Małgorzata Szumowska e Michał Englert parla di una donna del New Hampshire che si ritrova in una 'versione femminile' del film che ha irritato gli spettatori perché pieno zeppo di uomini La tempesta perfetta.